# Modelo Brander–Spencer
El modelo Brander–Spencer es un modelo económico sobre el comercio internacional, desarrollado originalmente por James Brander y Barbara Spencer a inicios de los años 1980. El modelo ilustra una situación donde, bajo ciertos supuestos, un gobierno puede subsidiar a las empresas domésticas o nacionales para ayudarlas frente a la competencia de productores extranjeros y, al hacerlo, aumentar el bienestar nacional. Esta conclusión contrasta con los resultados de la mayor parte de modelos de comercio internacional, en los cuales la no interferencia gubernamental es socialmente óptima.
El modelo básico es una variación del juego de duopolio "líder y seguidor" Stackelberg-Cournot. Por otra parte, el modelo puede ser interpretado en términos de la teoría de juegos inicialmente como un juego con múltiples equilibrios de Nash, con el gobierno con la capacidad de afectar los pagos para cambiar a un juego con solo un equilibrio. Si bien en el modelo es posible para el Gobierno nacional aumentar el bienestar de un país a través de los subsidios a las exportaciones, la política es la de "molestar a mi vecino", lo que significa que, si todos los gobiernos siguieran simultáneamente la prescripción del modelo, todos los países terminarían peor.
El modelo forma parte de la teoría del nuevo comercio, que fue desarrollada a fines de los años 1970 e inicios de la década de 1980 para incorporar los avances recientes sobre organización industrial a las teorías del comercio internacional. En particular, como en muchos otros modelos de la teoría del nuevo comercio, las economías de escala (en este caso, en la forma de costos de entrada fijos) desempeñan un rol importante en el modelo Brander–Spencer.

## Primera versión
Una versión simplificada del modelo fue popularizada por Paul Krugman en los años 1990. En esta configuración, hay dos empresas (una extranjera y otra nacional) que están considerando ingresar a un nuevo mercado de exportación en un tercer país (o posiblemente a todo el mundo). La demanda en el mercado de exportación es tal que si una sola compañía entra, obtendrá un beneficio; sin embargo, si ambas empresas ingresan a dicho mercado, tendrán pérdidas, quizás, debido a la configuración inicial, infraestructura, desarrollo de productos, mercadotecnia u otros costos fijos de entrada.

## Versión Stackelberg–Cournot
La versión original de Brander y Spencer presenta el juego en el marco de un modelo de competencia Cournot.
Si x denota la producción de la empresa nacional e y denota la producción de la empresa extranjera, la función recíproca de la demanda (el precio como una función de la cantidad total) es dada por {\displaystyle p(x+y)}. De ahí que la función de beneficio para la empresa nacional es {\displaystyle \pi ^{h}=xp(x+y)-c(x)+sx} donde {\displaystyle xp(x+y)} es el ingreso total, {\displaystyle c(x)} es el costo total de producir x unidades y s es el subsidio por unidad proporcionada por el Gobierno. La función de beneficio para la empresa extranjera es similar, excepto que no incluye un subsidio, {\displaystyle \pi ^{f}=yp(x+y)-c(y)}.
Cada compañía escoge la cantidad de oferta para maximizar sus beneficios, tomando la elección de la otra como dada. Las condiciones (de primer orden) para la maximización de los beneficios son {\displaystyle xp_{x}+p-c_{q}+s=0} para la empresa nacional y {\displaystyle yp_{y}+p-c_{y}=0} para la empresa extranjera, donde las variables suscritas denotan derivadas parciales. La solución de estas para y define implícitamente una función de mejor respuesta para cada empresa; {\displaystyle y=R1(x;s)} y {\displaystyle y=R2(x)}. Estas son ilustradas en la siguiente figura, donde la producción de la empresa nacional está en el eje x y la producción de la empresa extranjera está en el eje y.

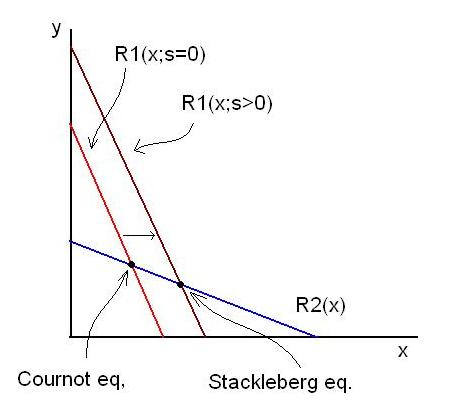
Representación gráfica del modelo Brander spencer.